# Liste von Persönlichkeiten der Stadt Kamen
Diese Liste von Persönlichkeiten der Stadt Kamen umfasst die Bürgermeister, Ehrenbürger, Söhne und Töchter der Stadt sowie weitere Persönlichkeiten mit Bezug zur Stadt.

## Bürgermeister

### Bürgermeister
- 1970–1974: Erdtmann, früherer Bergmann und Grundschulrektor, der erste hauptamtliche Bürgermeister nach der Kommunal-Gesetzesreform der 1990er Jahre
- 2003–2018: Hermann Hupe (* 1950)
- seit 2018: Elke Kappen (SPD)

### Stadtdirektoren
- –1990er: Hermann Görres

## Ehrenbürger
- Werner Berg (1924–2002), Altbürgermeister

## In Kamen geborene Persönlichkeiten
- Arnold Sparenberg († 1417), Kaufmann und Ratsherr der Hansestadt Lübeck
- Friedrich Wilhelm Riga († 1506), Kunstschmied für Palastbauten und Kirchen im Gotischen Stil
- Jasper Linde (vor 1491–1524), römisch-katholischer Geistlicher, Erzbischof von Riga
- Balthasar Fannemann (um 1500–1561), Dominikaner, Weihbischof von Münster, Hildesheim und Mainz; Titularbischof von Misenum
- Elsa aus Kamen (≈1545–≈1565), als Hexe verurteilt
- Johann Buxtorf der Ältere (1564–1629), reformierter Theologe
- Carl Böddinghaus (1835–1903), katholischer Priester und Publizist
- Friedrich Vohwinkel (1840–1900), Holzgroßhändler und Unternehmer
- Alexander Herzberg (1841–1912), Ingenieur
- Ernst Marcus (1856–1928), Richter und Philosoph (Essener „Krupp der Logik“)
- Erich Weber (1860–1933), Offizier, General der Infanterie
- Julius Nase (1861–1946), evangelischer Pfarrer und Lokalhistoriker
- Wilhelm Middelschulte (1863–1943), Organist, Komponist und Lehrer
- Karl Zuhorn (1887–1967), Politiker, OB von Münster
- Emil Betzler (1892–1974), Maler und Kunsterzieher
- Julius Voos (1904–1944), Kantor, Rabbiner und Pädagoge
- Werner Flume (1908–2009), Rechtswissenschaftler
- Alfred Gleisner (1908–1991), Politiker (SPD), MdB, MdL (Nordrhein-Westfalen)
- Ernst Beier (1927–2011), Chemiker und Hochschullehrer
- Diether Ritzert (1927–1987), Maler und Graphiker
- Hans Prolingheuer (1930–2022), ev. Religionspädagoge, Kirchenhistoriker und Publizist
- Elmar Altvater (1938–2018), Politikwissenschaftler
- Horst Hensel (* 1947), Schriftsteller
- Gerd Puls (* 1949), Schriftsteller und Maler
- Heinrich Peuckmann (1949–2023), Schriftsteller
- Wolfgang Stute (* 1951), Gitarrist, Perkussionist, Komponist und Musikproduzent
- Harry Ellbracht (* 1953), Fußballspieler
- Hans-Heinrich Bass (* 1954), Wirtschaftswissenschaftler
- Karl-Heinz Krems (* 1955), Politiker, ehemaliger Staatssekretär im Justizministerium von Nordrhein-Westfalen
- Bernhard Schulte Berge (* 1955), Generalmajor a. D.
- Dietrich Schulze-Marmeling (* 1956), Sachbuchautor
- Martin Eimer (* 1959), deutsch-britischer Neuropsychologe und Hochschullehrer
- Hartmut Weber (* 1960), Leichtathlet, Europameister
- Volker Meyer-Dabisch (* 1962), Schauspieler und Regisseur
- Frank Seelhoff (* 1963), Diplom-Volkswirt und Schauspieler
- Michael Twittmann (* 1965), Ruderer
- Bernd Schäfer (* 1966), Politiker (SPD), Bürgermeister der Stadt Bergkamen
- Michael Menzel (* 1968), Handballspieler und Handballtrainer
- Oliver Kaczmarek (* 1970), Politiker (SPD), MdB
- Marc Redepenning (* 1972), Geograph
- Marc Rennhack (* 1974), Koch
- Frank Fahrenhorst (* 1977), Fußballspieler und Fußballtrainer
- Vu Dinh (* 1980), Schauspielerin
- Rieke Werner (* 1987), Synchronsprecherin und Sängerin
- Marcel Stutter (* 1988), Fußballspieler
- Volkan Okumak (* 1989), Fußballspieler
- Kubilay Sönmez (* 1994), Fußballspieler
- Stefan Titze (* 1994), Autor und Komiker
- Burak Çamoğlu (* 1996), Fußballspieler

## Bekannte Einwohner und mit Kamen verbundene Persönlichkeiten
- Hermann Hamelmann (1526–1595), Theologe, Historiker und Reformator Westfalens
- Anton Praetorius (1560–1613), Theologe, Rektor der Lateinschule in Kamen 1586–88
- Gertrud Bäumer (1873–1954), Frauenrechtlerin, arbeitete in Kamen von 1892 bis 1895 als Lehrerin an der Volksschule
- Wilhelm Groß (* 1925), ehemaliger Personalratsvorsitzender und Schulleiter, in der NAMERKA (Nachbarschaftsgemeinschaft Mersch Kamen) bis heute aktiv
- Reinhard Fehling (* 1948), Komponist
- Wilhelm Fehring (* 1935), Besitzer der größten Sammlung historischer Dokumente der Stadt Kamen, Spender von Dokumenten
- Fritz Nöpel (1935–2020), Wegbereiter des Gōjū-Ryū-Karate in Deutschland, seit September 2007 höchst graduierter deutscher Dan-Träger
- Reimund Kasper (* 1947), Maler, Grafiker, Bildhauer und Kulturmacher
- Sven Mislintat (* 1972), Fußballfunktionär
- Ina Scharrenbach (* 1976), Politikerin (CDU), Ministerin für Heimat, Kommunales, Bauen und Gleichstellung des Landes Nordrhein-Westfalen
- Tobias Kargoll (* 1983), Hiphop-Moderator und Medienunternehmer